# سبيل وكتاب عبد الله كتخدا
سبيل وكُتّاب عبد الله كتخدا أنشأه الأمير عبد الله كتخدا عزبان سنة 1132هـ (1719 - 1720م) وأنشأ فوقه كُتّابا لتعليم الأطفال وبه شباك واحد لتسبيل ماء. ولقب كتخدا عزبان لقب وظيفي يدل على أن الأمير عبد الله منشئ السبيل والكتاب كان هو المسؤول والوكيل المعتمد لإحدى الفرق العسكرية العثمانية في مصر والتي عُرفت باسم الوجاقات والتي كان يرأس كل وجاق منها ضابط يسمى الأغا ويسمى وكيله كتخدا والتي حرفها القاهريون إلى كيخيا، والعزبان هم فرقة عسكرية من فرق الوجاقات العثمانية. السبيل يشغل جانبا من مجموعة معمارية مكونة من محلات تمتد على شارع الصليبة يتوسطها مدخل الكتاب، ومباني أخرى تشغلها مدرسة الناصرية الابتدائية. السبيل كائن بشارع سيخو المتفرع من ميدان صلاح الدين بالقلعة بالقرب من خانقاه شيخو.

## الوصف
يتم الدخول إلى حجرة التسبيل من مدخل فرعي داخل المدرسة يؤدى إلى دهليز طويل يوجد إلى اليمين من نهايته باب الحجرة. في واجهة السبيل الشماليّة التي تطل على الشارع شباك التسبيل الوحيد يغشيه مصبعات من الحديد. يعلو الشباك عتب ثم بقايا بلاطات خزف (قاشاني) ثم عقد عاتق، ويعلو ذلك كله لوحة تأسيسية من ثلاث أسطر تتضمن اسم المنشئ وتاريخ الإنشاء. قال علي مبارك أن سبيل الأمير عبد الله بشارع الصليبة شرقي جامع شيخو على شباكه لوح رخام منقوش فيه:«أمر بإنشاء هذا السبيل المبارك من فضل الله تعالى وعظيم جوده الفقير لله تعالى الأمير عبد الله كتخدا عزبان تابع مصطفى كتخدا عزبان سنة اثنتين وثلاثين ومائة والف» وقال أنه عامر إلى الآن بنظر ديوان الأوقاف.
على جانبي شباك التسبيل زخارف هندسية منحوته في أحجار البناء داخل مناطق مربعة ومستديرة. وقد ورد بوثيقة وقف السبيل أن به حوض مبنى بالحجر به مُصاصتان من النحاس يصل إليه الماء العذب من الصهريج. وتقع دخلة حجر المُصاصة حاليا في طرفي الضلع الشرقي لحجرة التسبيل على شارع الصليبة إلا أن الحجر فقد وغير موجود حاليا. قال علي مبارك أن وثيقة الوقف مؤرخة بسنة 1139هـ (1727م) وأن المنشئ أوقف الأماكن الكائنة بخط الصليبة بالقرب من جامع شيخو وأماكن غيرها وأنه أرصد من ريعها 1140 نصف فضه ثمن ماء يُصب في الصهريج كل سنة و60 نصف فضة أجرة نزح الصّهريج وتنظيفه وتبخيره، و100 نصف فضة لشراء سَلَبَ (أحبال) وأدلية. كما خصص لكل من البواب والمزملاتي في كل شهر 30 نصف فضه، وللكاتب 500 نصف فضة في السنة، وللناظر كل سنة 600 نصف فضة.
الكتاب يعلو السبيل وكان مخصصا - كما ورد بالوثيقة - لتعليم عشرة أطفال، قال علي مبارك أن الكتاب - في أيامه - كان يتعلم به أكثر من مائة طفل. وأضاف أن المنشئ أرصد لعشرة أطفال أيتام بالكتاب في كل يوم ثلاثين رغيفا وزن كل رغيف ثلاث أوقيات، وخصص للمعلم ستة أرغفة في اليوم وللعريف أربعة، وللمزملاتي والبواب خمسة أرغفة، بخلاف أقمشة وكسوة تصرف للجميع سنويا.